# Little Saint Andrews River
Little Saint Andrews River är ett vattendrag i Grenada.   Det ligger i parishen Saint Andrew, i den centrala delen av landet, 15 km öster om huvudstaden Saint George's.